# Xã New Home, Quận Williams, Bắc Dakota
Xã New Home (tiếng Anh: New Home Township) là một xã thuộc quận Williams, tiểu bang Bắc Dakota, Hoa Kỳ. Năm 2010, dân số của xã này là 5 người.